# Supercopa andorrana 2005
La Supercopa andorrana 2005 è stata la terza edizione della supercopa andorrana di calcio.
Come nelle due stagioni precedenti la partita fu disputata dal UE Sant Julià, vincitore del campionato, e dal FC Santa Coloma, vincitore della coppa.
L'incontro si giocò il 18 settembre 2005 allo Estadi Comunal d'Aixovall e vinse il FC Santa Coloma, al suo secondo titolo grazie ad un gol segnato nel secondo tempo.

## Tabellino
| Aixovall 18 settembre 2005                  | UE Sant Julià | 0 – 1     | FC Santa Coloma | Estadi Comunal d'Aixovall |
| \| \| \| \| \| \| Marcatori \| 49’ Pinto \| |               |           |                 |                           |
|                                             |               |           |                 |                           |
|                                             | Marcatori     | 49’ Pinto |                 |                           |